# Ystrad Mynach
Ystrad Mynach – miasto w południowo-wschodniej Walii, w hrabstwie Caerphilly, położone w dolinie rzeki Rhymney. W 2011 roku wraz z przyległymi wsiami liczyło 19 204 mieszkańców.
Znajduje się tutaj stacja kolejowa.